# Toulouse School of Management
Pour les articles homonymes, voir TSM.
Toulouse School of Management est une composante de l'Université Toulouse Capitole. L'établissement propose des diplômes de Licences et de Masters en gestion, en formation initiale, en alternance et formation continue dans les principales disciplines du management. 
Au cœur de la ville de Toulouse, il rassemble 3 000 étudiants, alternants et stagiaires de la formation continue, 59 enseignants-chercheurs et 430 intervenants professionnels. Il fait partie du réseau des IAE de France.

## Historique
L’Institut de Préparation aux Affaires voit le jour en 1955, et s’est installé dans les bâtiments de l’ancienne Faculté de Droit, de Médecine et de Lettres de Toulouse, rue Lautmann. Sa mission essentielle était de former les ingénieurs et les cadres d’entreprises aux techniques modernes de gestion, autour d’un diplôme, le Certificat d’Aptitude à l’Administration des Entreprises (CAAE).
Dans les années 1970, l’IPA devient l’Institut d'administration des entreprises – IAE Toulouse. Ses principales missions sont :
- de proposer aux étudiants une formation aux fonctions d’administration dans les entreprises et aux carrières commerciales et comptables supérieures ;
- de contribuer au perfectionnement des cadres des entreprises ;
- et de développer des relations entre l’université et les milieux d’affaires afin notamment de développer la recherche scientifique dans le domaine économique et social.

En octobre 2017, l'IAE Toulouse change et devient Toulouse School of Management (TSM).

## Quelques dates
- 1955 : création du CAAE (Certificat d’Aptitude à l’Administration des Entreprises)
- Première formation universitaire double compétence, (aujourd’hui Master MAE)
- 1973 : l'IPA devient l'IAE Toulouse
- 1981 : création à l’ITEC du CPECF (Certificat Préparatoire aux Etudes Comptables et Financières) et du DESC (Diplôme d’Etudes Comptables Supérieures).
- Depuis 2008, DCG (Diplôme de Comptabilité et de Gestion) et DSCG (Diplôme Supérieur de Comptabilité et de Gestion)
- 1983 : création de la MSTCF (Maîtrise des Sciences et Techniques Comptables et Financières)
- 1988 : création du DEA Sciences de Gestion
- 1989 : création du DESS Marketing
- 1990 : création de la MSG (Maîtrise de Sciences de Gestion)
- 1994 : création du DESS Ingénierie Financière
- 1999 : création du DESS Gestion de l’Innovation
- 2004 : mise en place du système LMD
- Ouverture de trois licences (Marketing, Comptabilité-Contrôle, Management) et de masters disciplinaires spécialisés regroupés en six mentions (Comptabilité-Contrôle, Finance, Stratégie, Gestion des Ressources Humaines, Marketing, Management).
- 2005 : certification de services Qualicert
- 2006 : habilitation de l’Ecole Doctorale Sciences de Gestion
- 2008 : accréditation EFMD pour le Master Management International
- 2009 : création du Centre de Recherche en Management
- Depuis 2012, le Centre de Recherche en Management devient la 5ème Unité Mixte de Recherche du CNRS en gestion, rejoignant ainsi HEC Paris, Polytechnique, Dauphine et IAE Grenoble au sein du CNRS
- 2017 : l'IAE Toulouse devient TSM - Toulouse School of Management[4]
- 2020 : accréditation EFMD pour le Master Finance et le Doctoral Programme
- 2023 : accréditation EQUIS de l'école par l'EFMD

### Liste des directeurs
- 1956–1978 : Pierre Vigreux
- 1978–2001 : Pierre Spitéri
- 2001–2010 : Hervé Penan
- 2010–2015 : Catherine Casamatta
- depuis mars 2015 : Hervé Penan

## Formations
Toulouse School of Management rassemble, au sein de l’Université Toulouse Capitole, sous une même marque :
- une école formant des managers, TSM ;
- une unité de recherche, TSM Research ;
- une école doctorale disciplinaire aux normes internationales, TSM Doctoral Programme

TSM propose des diplômes de licences et masters, en formation initiale, en alternance et en formation continue, dans les principales disciplines du management : comptabilité-contrôle, finance, gestion des ressources humaines, marketing, stratégie.
Les différentes disciplines sont :
- Achats
- Assurance, Banque et Finance
- Comptabilité, Contrôle, Audit

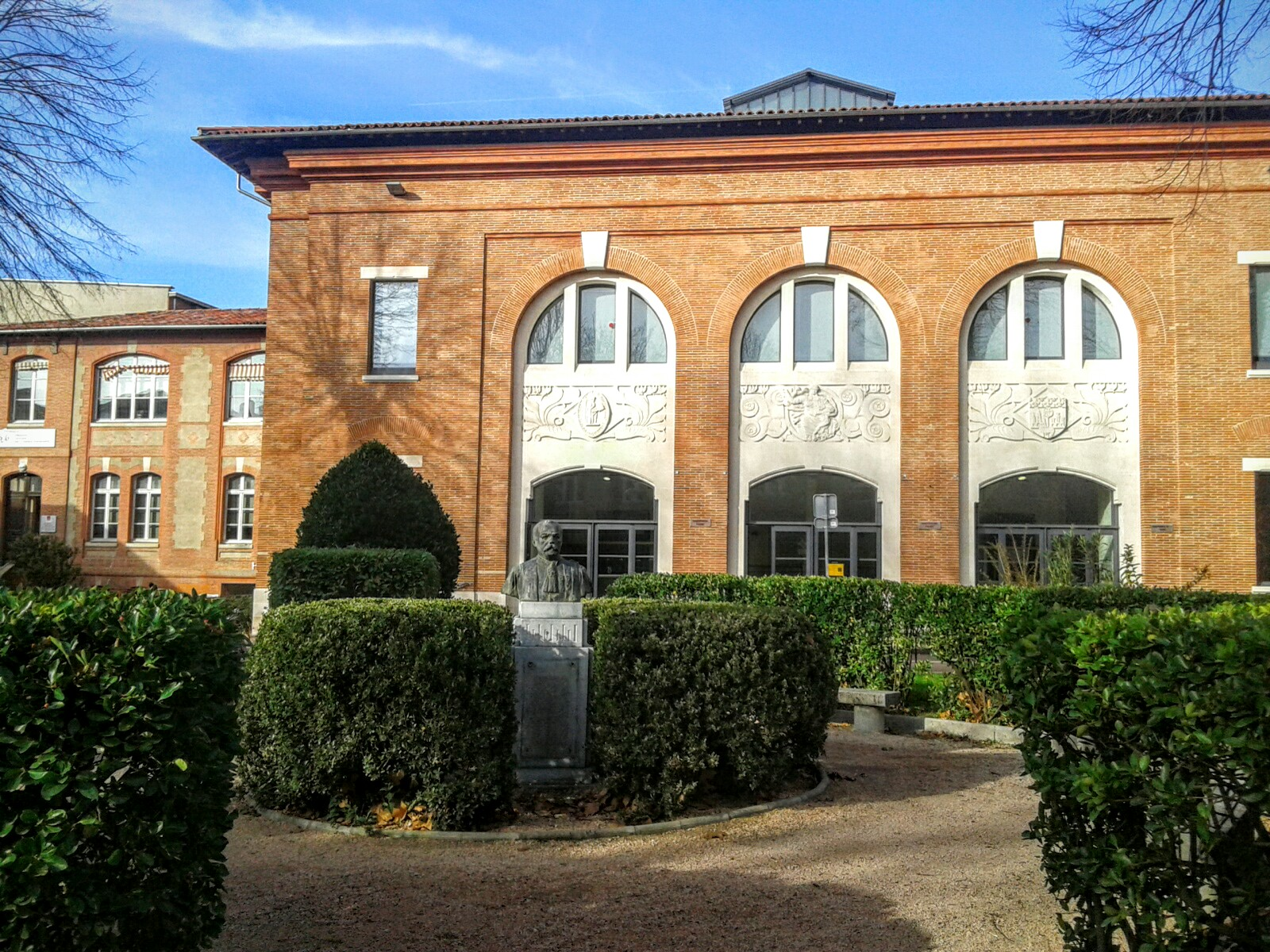
Amphithéatre Cujas.

- Contrôle de gestion, Audit organisationnel
- Droit et Gestion
- Economie et Gestion
- Finance
- Gestion
- Gestion des Ressources Humaines
- International Management
- Management
- Management du Sport
- Management et administration des entreprises
- Marketing
- Qualité
- Santé
- Stratégie

### Relations à l'international
L'établissement est tourné vers l'international, fort de plus de 80 universités partenaires dans le monde, ses 6 masters dispensés en anglais, et ses 20 % d’étudiants internationaux. Plusieurs programmes ont obtenu le label européen EFMD qui certifie la pertinence et la haute qualité des meilleurs programmes à vocation internationale[réf. nécessaire].

### Recherche
TSM offre également un programme de doctorat en sciences de gestion,. Son laboratoire de recherche se nomme TSM Research et est une unité mixte de recherche CNRS n°5303.
TSM est reconnu comme un centre d’expertise scientifique et pédagogique dans plusieurs disciplines académiques. Les principales formes de cette reconnaissance sont la présence d’un laboratoire de recherche reconnu par le Ministère et le CNRS, un partenariat avec des institutions d’enseignement et de recherche nationales et internationales, ou encore l’implication de partenaires économiques dans des conventions cadre ou des chaires d’entreprise.